# NASA Astronautengroep 19

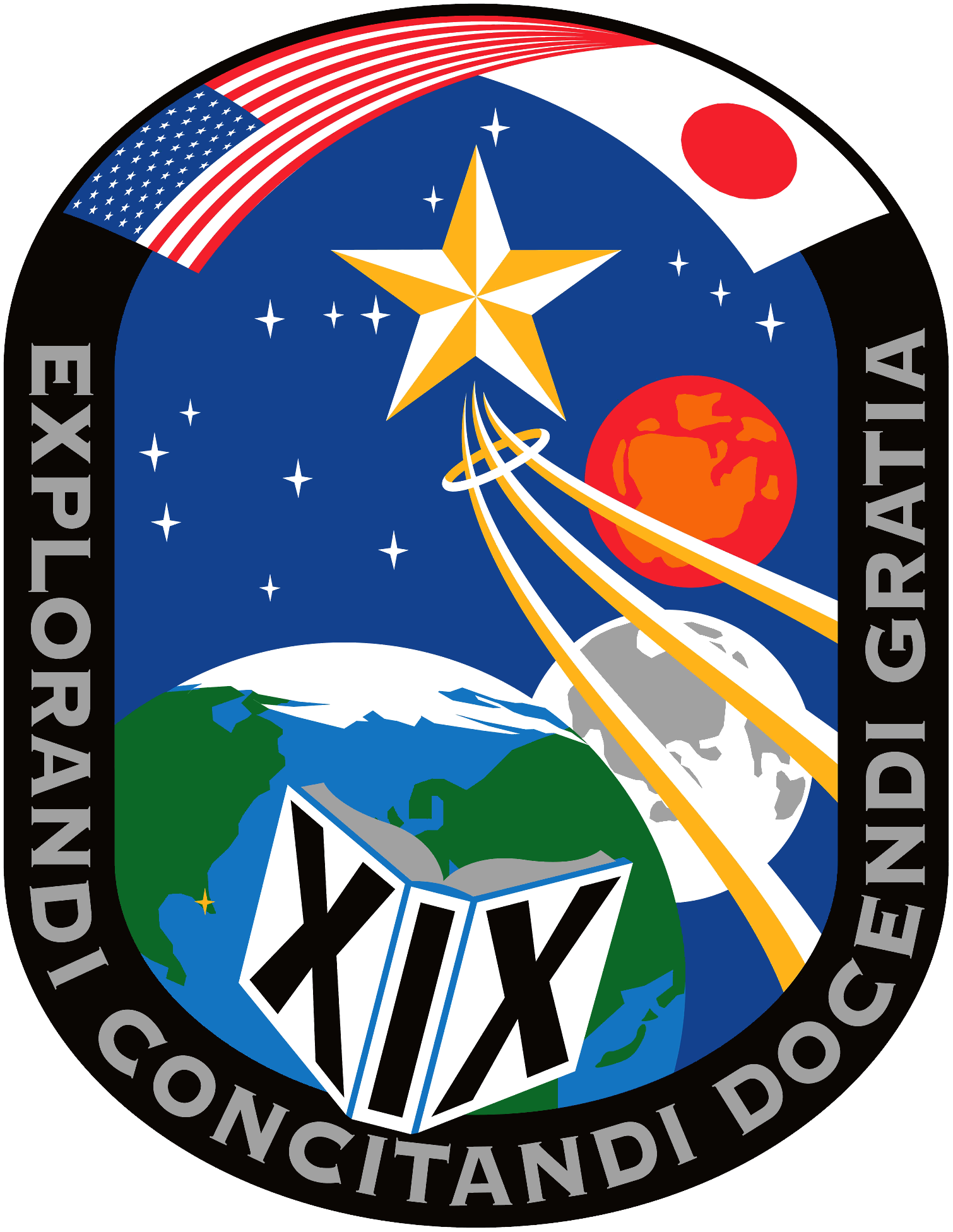
Patch Astronautengroep 19

The Peacocks was de bijnaam van NASA's negentiende astronautengroep die in 2004 werd geselecteerd. De groep bestond uit elf personen waarvan er twee werden opgeleid tot piloot, zes tot missiespecialist en drie tot missiespecialist met een educatieve achtergrond. Deze 11 astronauten begonnen in 2004 met trainen. Dit was de laatste groep die met de Space Shuttle vloog.
De groep bestond uit:
| Astronaut                    | Aantal vluchten | Missies                                |
| ---------------------------- | --------------- | -------------------------------------- |
| Joseph Acaba                 | 3               | STS-119, Sojoez TMA-04M, Sojoez MS-06  |
| Richard Arnold               | 2               | STS-119, Sojoez MS-08                  |
| Randolph Bresnik             | 2               | STS-129, Sojoez MS-05                  |
| Christopher Cassidy          | 3               | STS-127, Sojoez TMA-08M, Sojoez MS-16  |
| James Dutton                 | 1               | STS-131                                |
| José Hernández               | 1               | STS-128                                |
| Shane Kimbrough              | 3               | STS-126, Sojoez MS-02, SpaceX Crew-2   |
| Dorothy Metcalf-Lindenburger | 1               | STS-131                                |
| Thomas Marshburn             | 3               | STS-127, Sojoez TMA-07M, SpaceX Crew-3 |
| Robert Satcher               | 1               | STS-129                                |
| Shannon Walker               | 2               | Sojoez TMA-19, SpaceX Crew-1           |